# Jimmy Mullen
Jimmy Mullen (Newcastle upon Tyne, Inglaterra; 6 de enero de 1923 – Wolverhampton, Inglaterra; 23 de octubre de 1987) fue un militar y futbolista inglés que jugó en la posición de delantero.

## Carrera

### Club
Jugó toda su carrera con el Wolverhampton Wanderers FC de 1937 a 1960, iniciando su carrera a los 17 años, aunque su debut fue hasta 1939 en la victoria por 4-1 ante el Leeds United FC. Tuvo 488 apariciones y anotó 112 goles, ayudó al club a ganar sus únicos tres títulos de liga que tiene actualmente en 1953–54, 1957–58 y 1958–59, así como la FA Cup en 1949.

### Selección
Estuvo con Inglaterra en 12 partidos. Fue el primer futbolista inglés que ingresó de cambio en un partido internacional el 18 de mayo de 1950, anotó ante Bélgica en el Heysel Stadium en la victoria por 4–1. Jugó en los mundiales de Brasil 1950 y Suiza 1954. Anotó 6 goles, incluyendo uno en el mundial de Suiza 1954 ante el país anfitrión.

### Militar
Durante el periodo de guerra fue miembro de la fuerza armada en 1942 en la base de Farnborough, Catterick y en Barnard Castle. Tras retirarse del fútbol, puso una tienda de deportes en Wolverhampton que tuvo hasta poco antes de su muerte.

## Logros
Wolverhampton Wanderers
- First Division: 1953–54, 1957–58, 1958–59
- FA Cup: 1949
- FA Charity Shield: 1949 (Compartido)[2]